# Jēkabs Nākums
Jēkabs Nākums (ur. 4 lutego 1972 w Priekule) – łotewski biathlonista, dwukrotny medalista mistrzostw Europy.

## Kariera
W Pucharze Świata zadebiutował 11 lutego 1993 roku w Borowcu, gdzie zajął 78. miejsce w biegu indywidualnym. Pierwsze punkty zdobył 20 marca 1993 roku w Kontiolahti, zajmując 16. miejsce w sprincie. Nigdy nie stanął na podium zawodów PŚ, najwyższą lokatę wywalczył 6 stycznia 2000 roku w Oberhofie, gdzie był czwarty w sprincie. W walce o podium lepszy okazał się tam Francuz Raphaël Poirée. Najlepsze wyniki osiągnął w sezonie 1999/2000, kiedy zajął 26. miejsce w klasyfikacji generalnej. W 1998 roku brał udział w igrzyskach olimpijskich w Nagano, zajmując 37. pozycję w biegu indywidualnym, piątą w sprincie i szóstą w sztafecie. Na rozgrywanych cztery lata później igrzyskach w Salt Lake City zajął między innymi 35. miejsce w biegu indywidualnym i siedemnaste w sztafecie. Był też między innymi piąty w sprincie podczas mistrzostw świata w Osrblie w 1997 roku oraz w sztafecie podczas mistrzostw świata w Kontiolahti dwa lata później. Największy sukces osiągnął na mistrzostwach Europy w Mińsku w 1998 roku, gdzie zwyciężył w sprincie. Zdobył też brązowy medal w sztafecie na mistrzostwach Europy w Kontiolahti w 2002 roku.

## Osiągnięcia

### Igrzyska olimpijskie
| Rok  | Miejscowość    | Konkurencje | Konkurencje | Konkurencje | Konkurencje | Konkurencje | Konkurencje | Konkurencje |
| Rok  | Miejscowość    | IN          | SP          | PU          | MS          | RL          | MR          | SR          |
| ---- | -------------- | ----------- | ----------- | ----------- | ----------- | ----------- | ----------- | ----------- |
| 1998 | Nagano         | 37.         | 5.          | nd.         | nd.         | 6.          | nd.         | –           |
| 2002 | Salt Lake City | 35.         | 52.         | 54.         | nd.         | 17.         | nd.         | –           |

### Mistrzostwa świata
| Rok  | Miejscowość     | Konkurencje | Konkurencje | Konkurencje | Konkurencje | Konkurencje | Konkurencje | Konkurencje |
| Rok  | Miejscowość     | IN          | SP          | PU          | MS          | RL          | MR          | SR          |
| ---- | --------------- | ----------- | ----------- | ----------- | ----------- | ----------- | ----------- | ----------- |
| 1993 | Borowec         | 78.         | 75.         | nd.         | nd.         | 18.         | nd.         | –           |
| 1995 | Anterselva      | –           | –           | nd.         | nd.         | 12.         | nd.         | –           |
| 1996 | Ruhpolding      | –           | –           | nd.         | nd.         | 11.         | nd.         | –           |
| 1997 | Osrblie         | –           | 5.          | 31.         | nd.         | 12.         | nd.         | –           |
| 1998 | Pokljuka        | nd.         | nd.         | 34.         | nd.         | nd.         | nd.         | –           |
| 1999 | Kontiolahti     | 47.         | 10.         | 34.         | nd.         | 5.          | nd.         | –           |
| 2000 | Oslo            | 28.         | 38.         | 41.         | 16.         | 5.          | nd.         | –           |
| 2001 | Pokljuka        | –           | 72.         | –           | –           | 9.          | nd.         | –           |
| 2003 | Chanty-Mansyjsk | 34.         | 79.         | –           | –           | 12.         | nd.         | –           |
| 2004 | Oberhof         | 65.         | –           | –           | –           | –           | nd.         | –           |

### Puchar Świata

#### Miejsca w klasyfikacji generalnej
| Sezon     | Miejsce |
| --------- | ------- |
| 1992/1993 | 65.     |
| 1993/1994 | -       |
| 1994/1995 | 59.     |
| 1995/1996 | -       |
| 1996/1997 | 41.     |
| 1997/1998 | 35.     |
| 1998/1999 | 45.     |
| 1999/2000 | 26.     |
| 2000/2001 | 68.     |
| 2001/2002 | ?       |
| 2002/2003 | ?       |
| 2003/2004 | ?       |

#### Miejsca na podium chronologicznie
Nākums nigdy nie stanął na podium zawodów PŚ.